# Антиепилептик
Антиепилептици (Антиконвулсанти) су лекови који се користе у лечењу епилепсије.
 До данас је познат велики број супстанци које су након адекватних клиничких студија заузеле своје место у палети лекова против епилепсије. Међу најчешће коришћеним лековима налазе се фенобарбитон, валпроинскаа киселина и њени соли валпроати, карбамазепин, примидон, клобазам и други. У последњој декади дведесетог века на фармацеутском тржишту су се појавили тзв. нови антиепилептици који по својој ефикасности не премашују своје претходнике, али имају значајније мање нежељених дејстава.
У групи нових антиепилептика налазе се ламотригин, топирамат, леветирацетам, зонисамид, прегабалин и неки ређе коришћени лекови (вигабатрин, окскарбамазепин).